# قائمة البعثات الدبلوماسية في ترينيداد وتوباغو

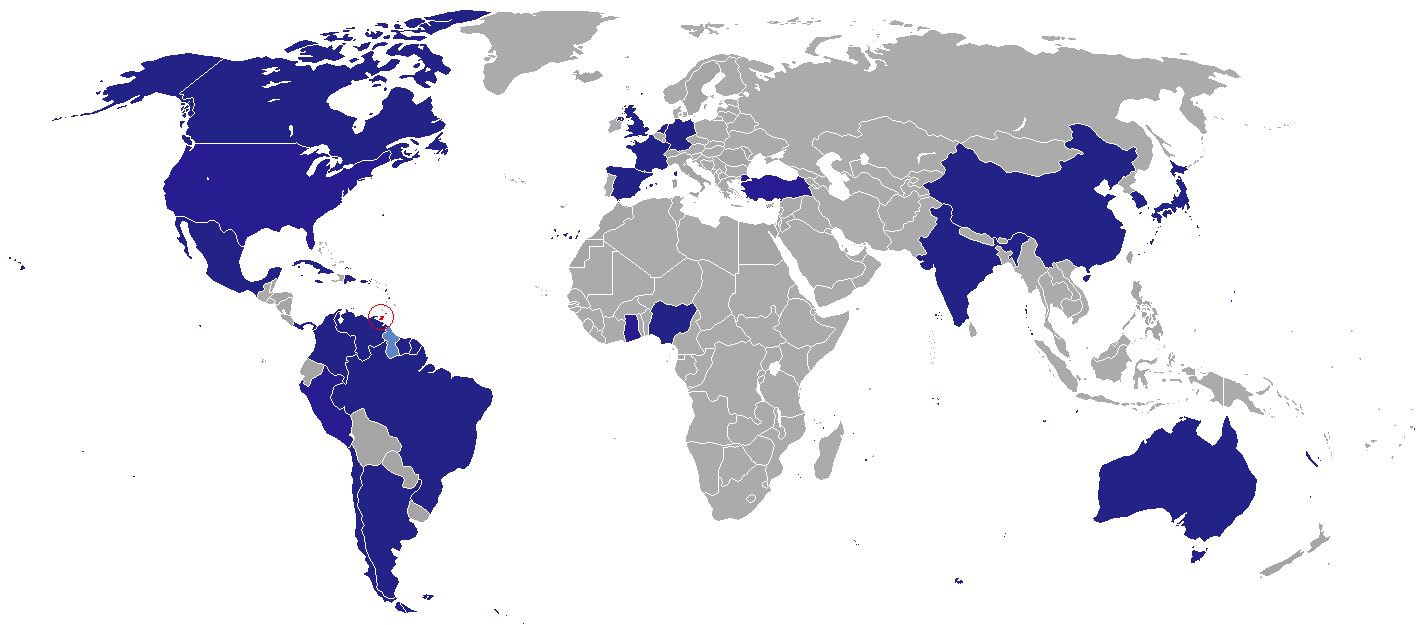
خريطة البعثات الدبلوماسية في ترينيداد وتوباغو

هذه قائمة البعثات الدبلوماسية في ترينيداد وتوباغو. يوجد حاليًا 31 سفارة / لجنة عليا منتشرة في بورت أوف سبين.

## السفارات / اللجان العليا فيبورت أوف سبين

### معرض السفارات

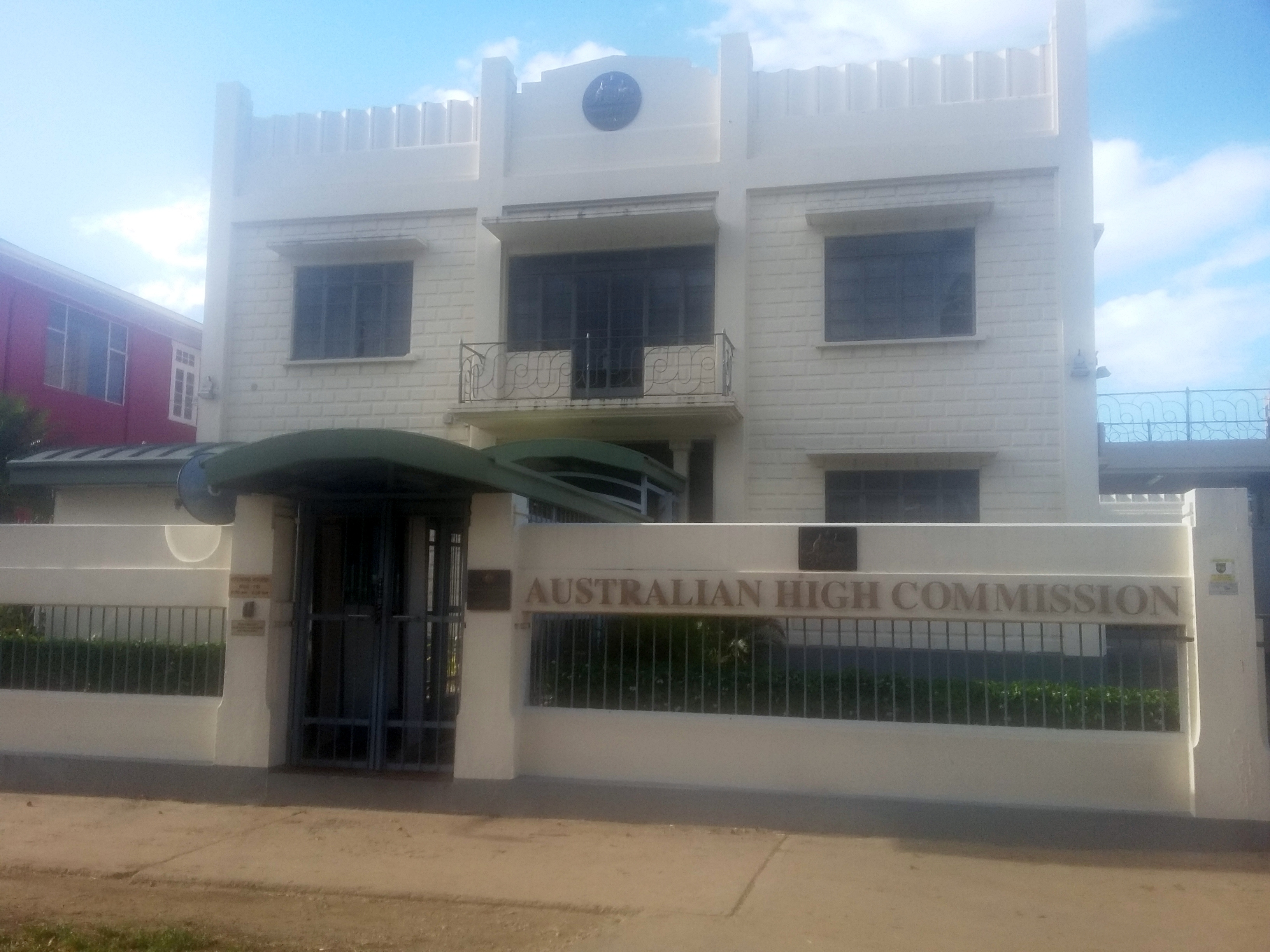
المفوضية العليا لأستراليا
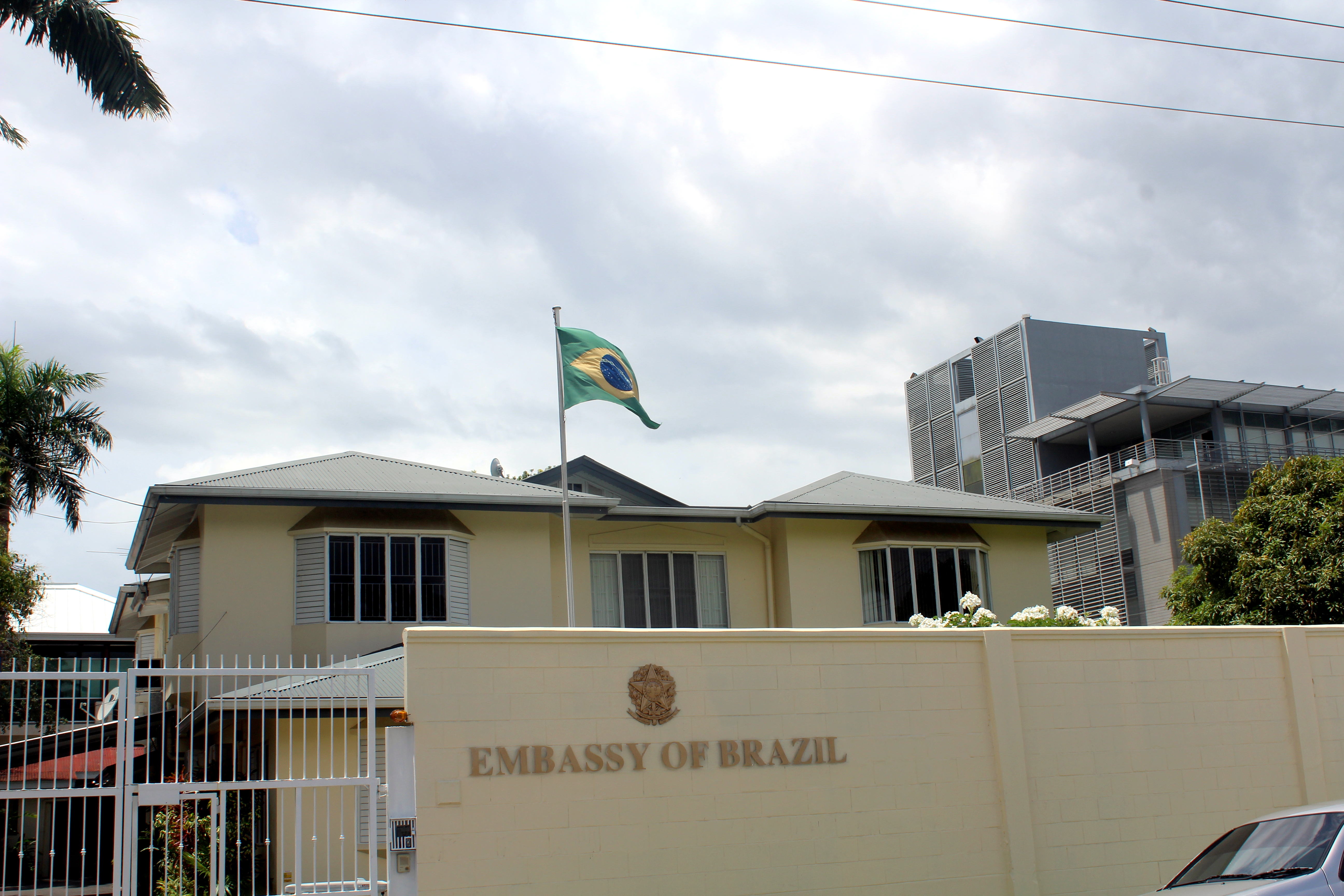
سفارة البرازيل
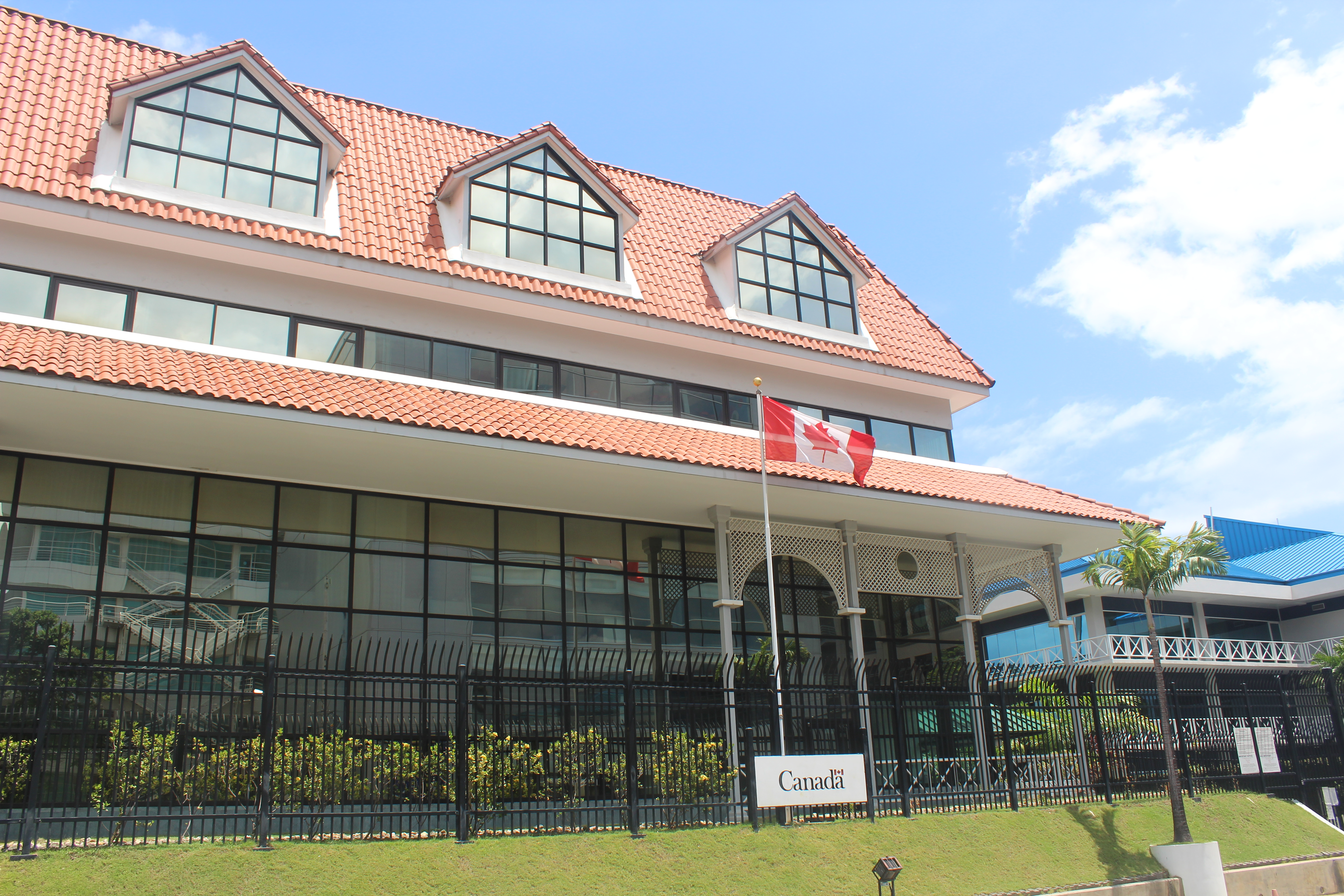
المفوضية العليا لكندا
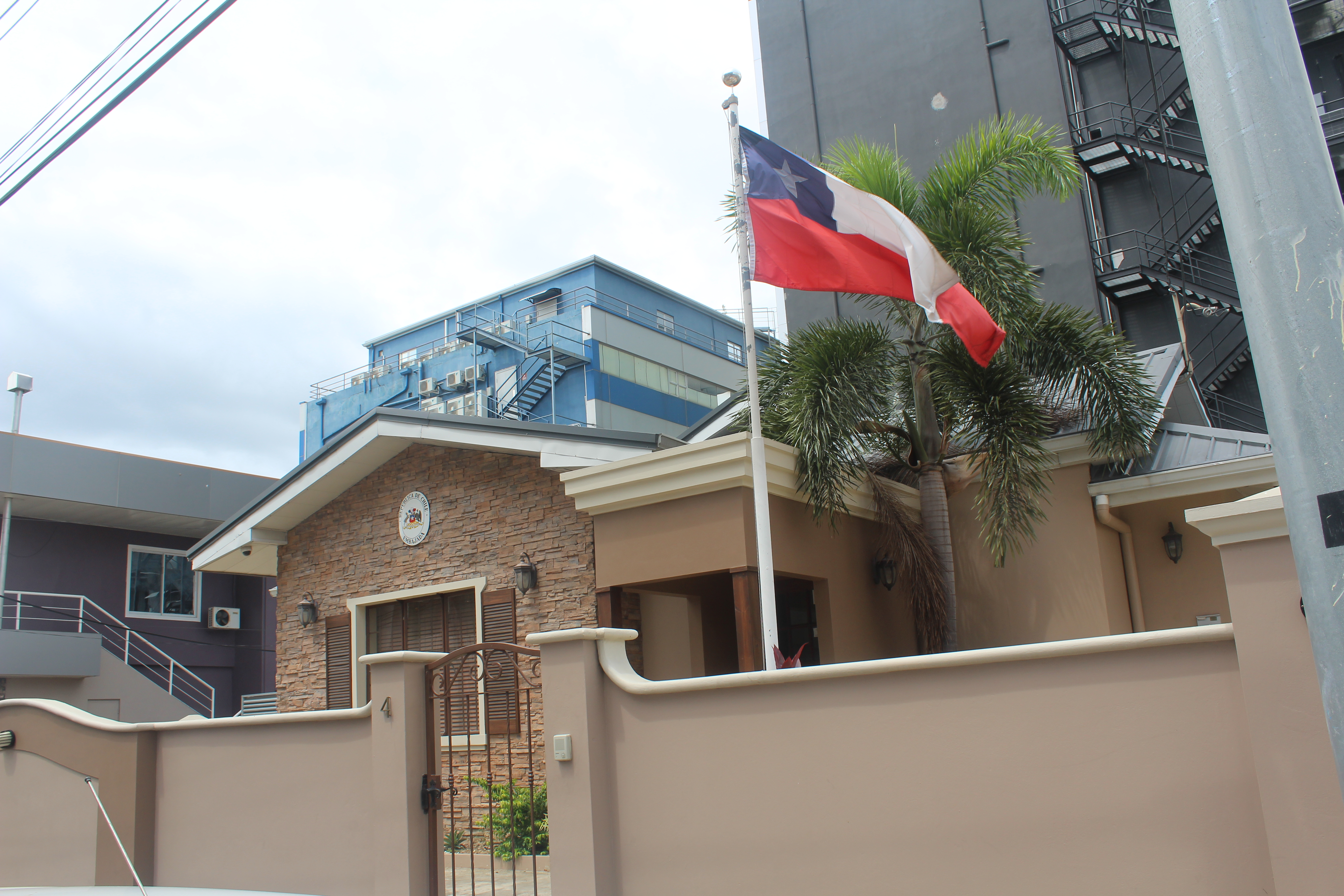
سفارة تشيلي
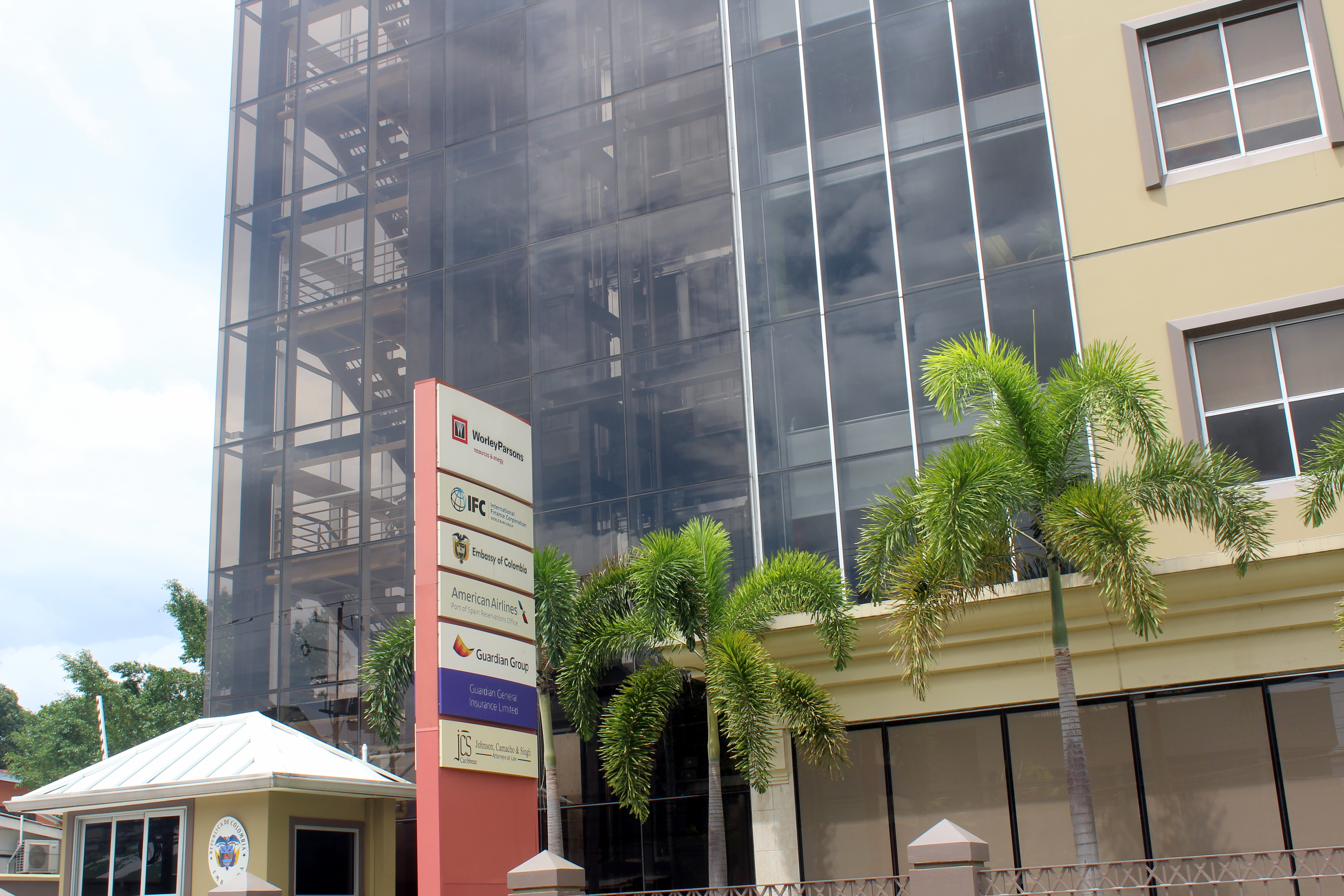
سفارة كولومبيا
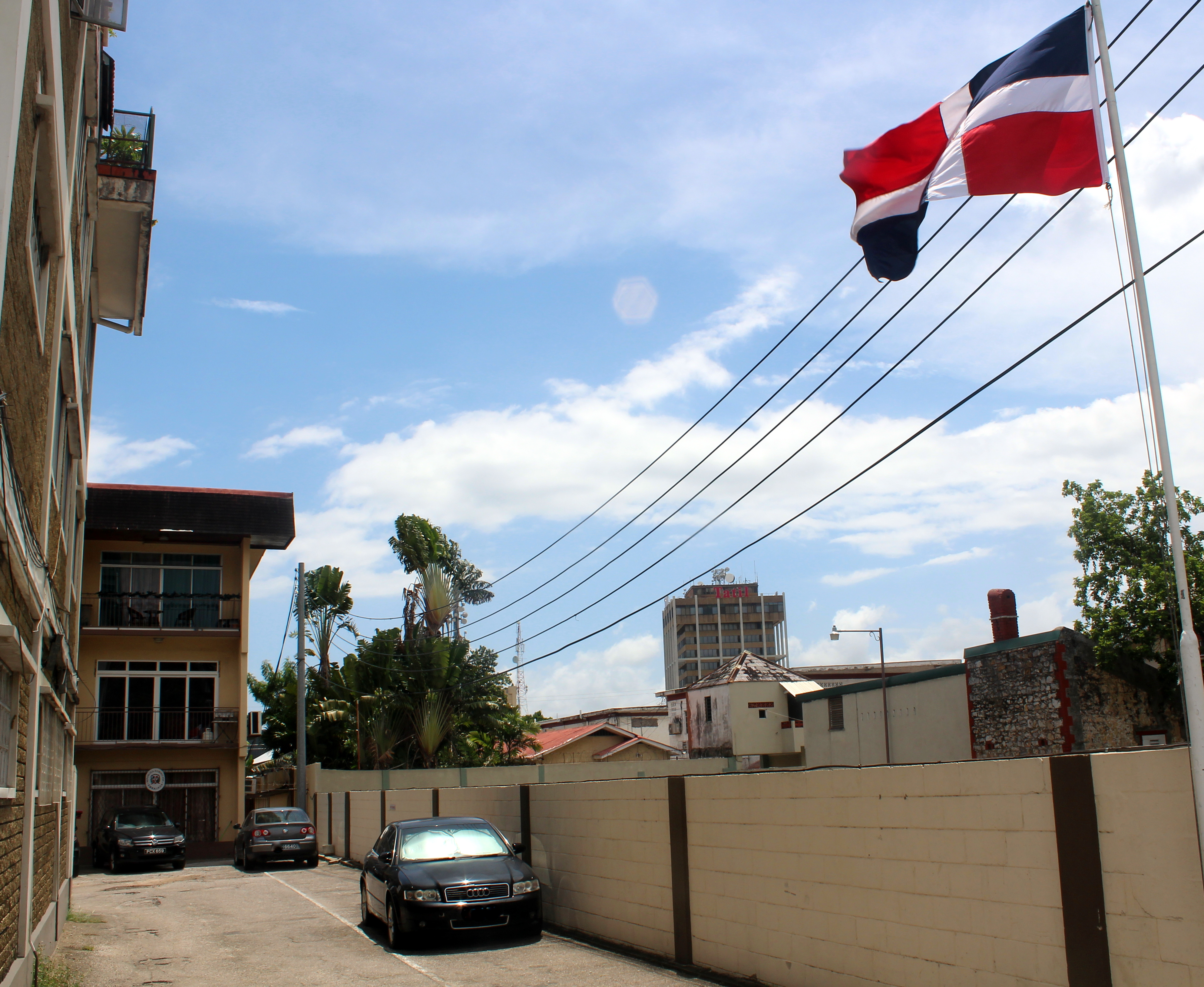
سفارة جمهورية الدومينيكان
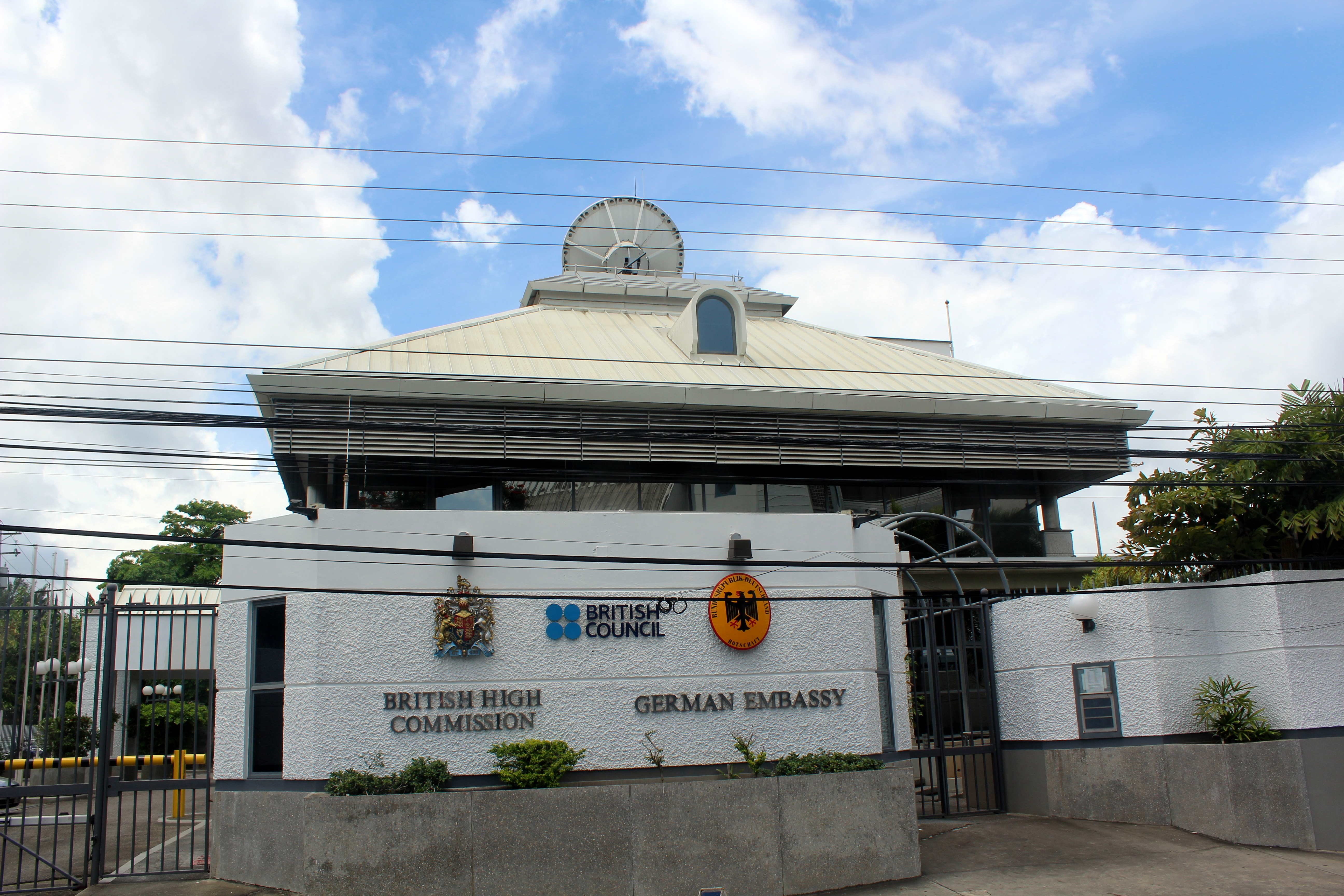
سفارة المانيا
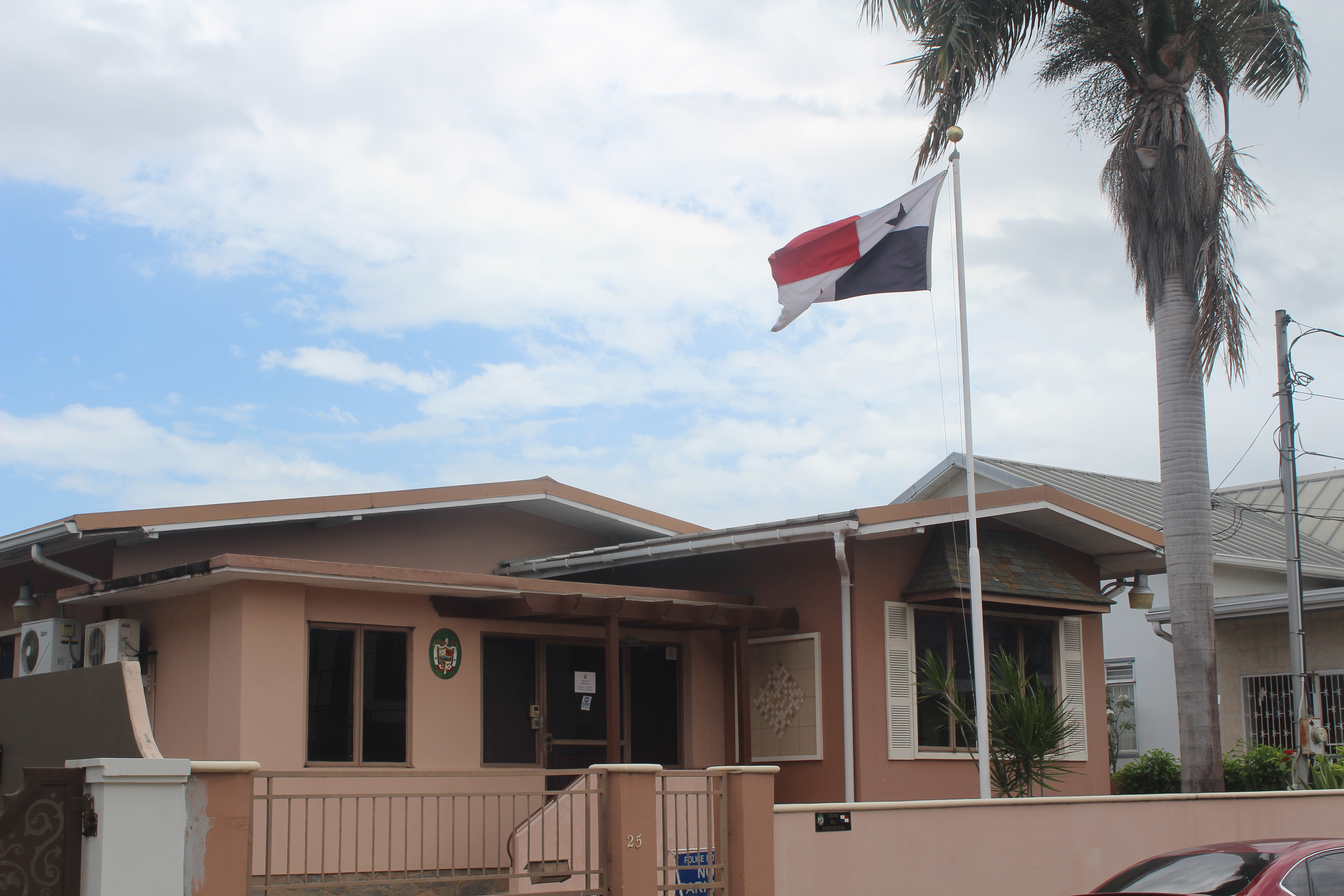
سفارة بنما
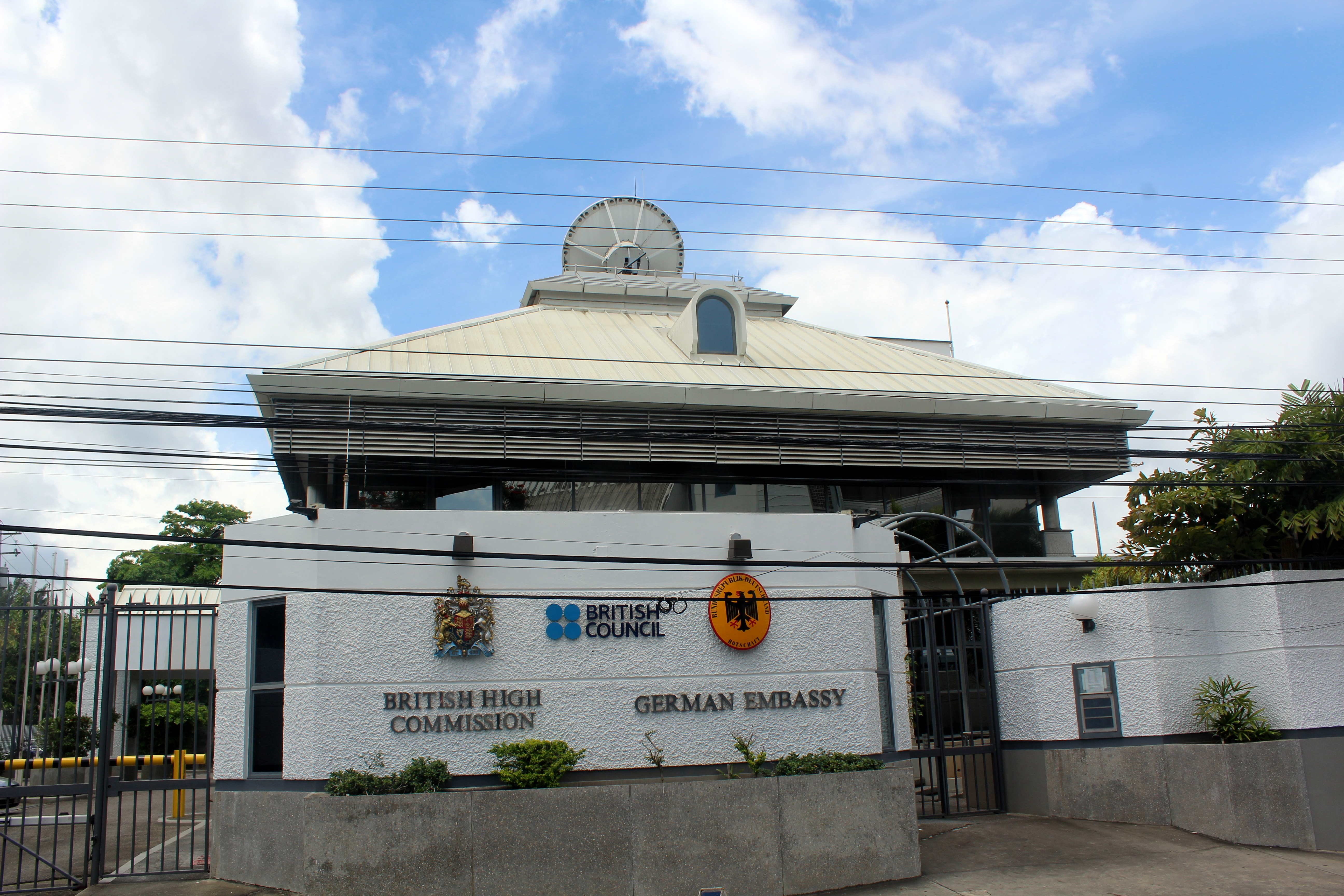
المفوضية العليا للمملكة المتحدة
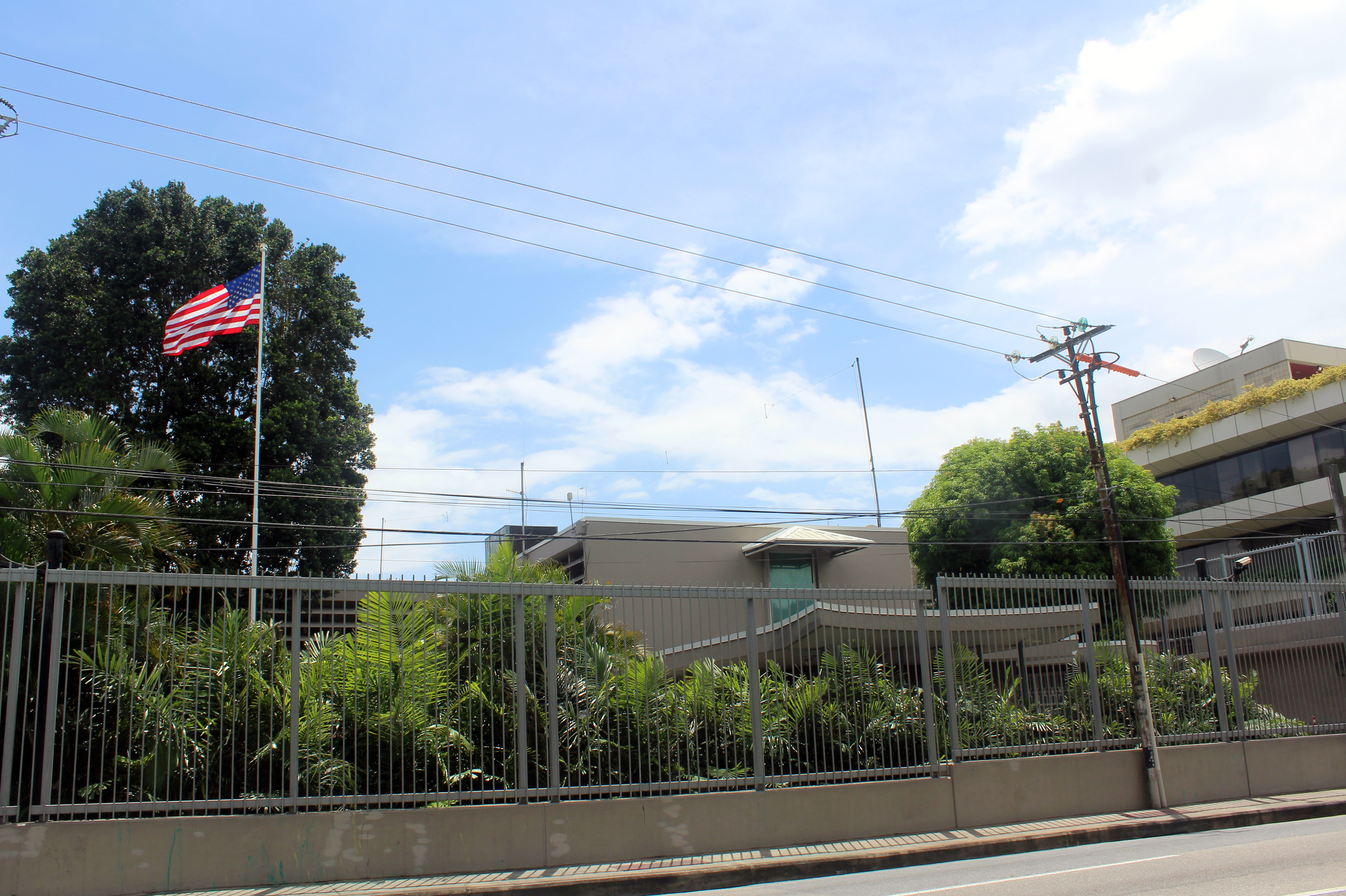
سفارة الولايات المتحدة

## السفارات والمفوضيات غير المقيمة
مقيم في برازيليا، البرازيل :
| - أذربيجان - بلغاريا - الكاميرون - كرواتيا - مالاوي - تنزانيا |

مقيم في هافانا، كوبا :
| - غانا - غينيا - لاوس - كوريا الشمالية - سلوفاكيا - اليمن |

مقيم في مدينة نيويورك، الولايات المتحدة الأمريكية :
| - قبرص - إسواتيني - إيرلندا - إسرائيل - جزر المالديف - ناميبيا |